# Knock Off: The Battle for Imagination
Knock Off: The Battle for Imagination es un próximo videojuego de lucha desarrollado y publicado por Mechaghidora para Windows, PlayStation 5, Xbox Series X/S. Está planeado para lanzarse en diciembre de 2025.

## Sinopsis
Un grupo de juguetes de figuras de acción participan en batallas amistosas dentro del dormitorio de un niño pequeño. Estas batallas están impulsadas por la imaginación de los niños, creando un mundo oculto donde estos juguetes cobran vida. La trama se intensifica con la introducción de un nuevo y poderoso juguete, cuyas opiniones elitistas conducen a un enfrentamiento directo con los juguetes de imitación más antiguos.

## Jugabilidad
Knock Off es un juego de lucha de ritmo rápido uno contra uno, en el que dos jugadores usan una variedad de ataques como combos aéreos, movimientos asistidos y poderes especiales para noquear a su oponente. Utiliza un diseño de seis botones. El juego presenta una variedad de personajes, cada uno con su propio conjunto de movimientos y habilidades únicos.